# アレクサンドリアのヘシュキオス

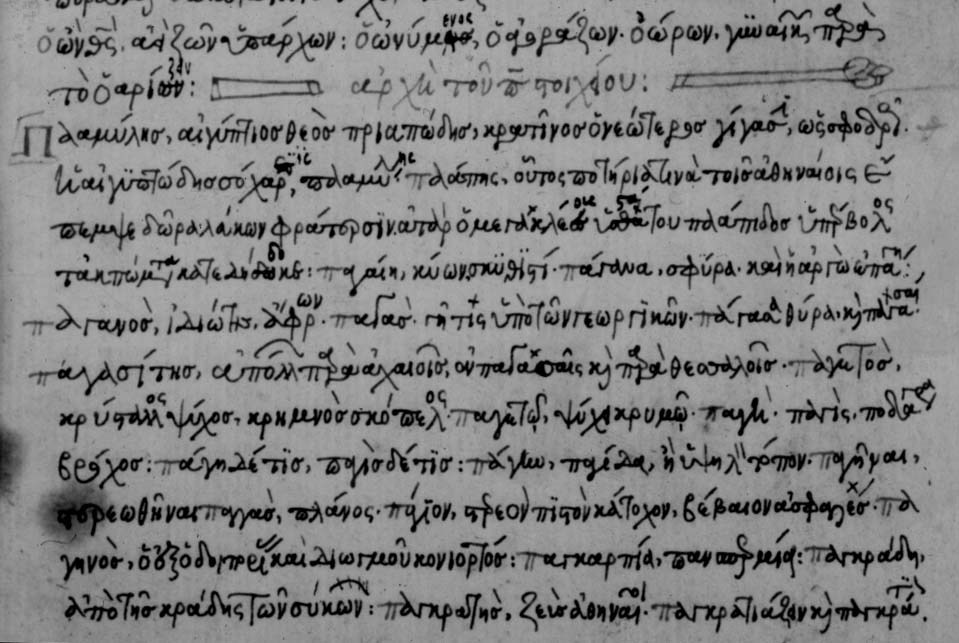
Π文字巻冒頭。Marc. Gr. 622.

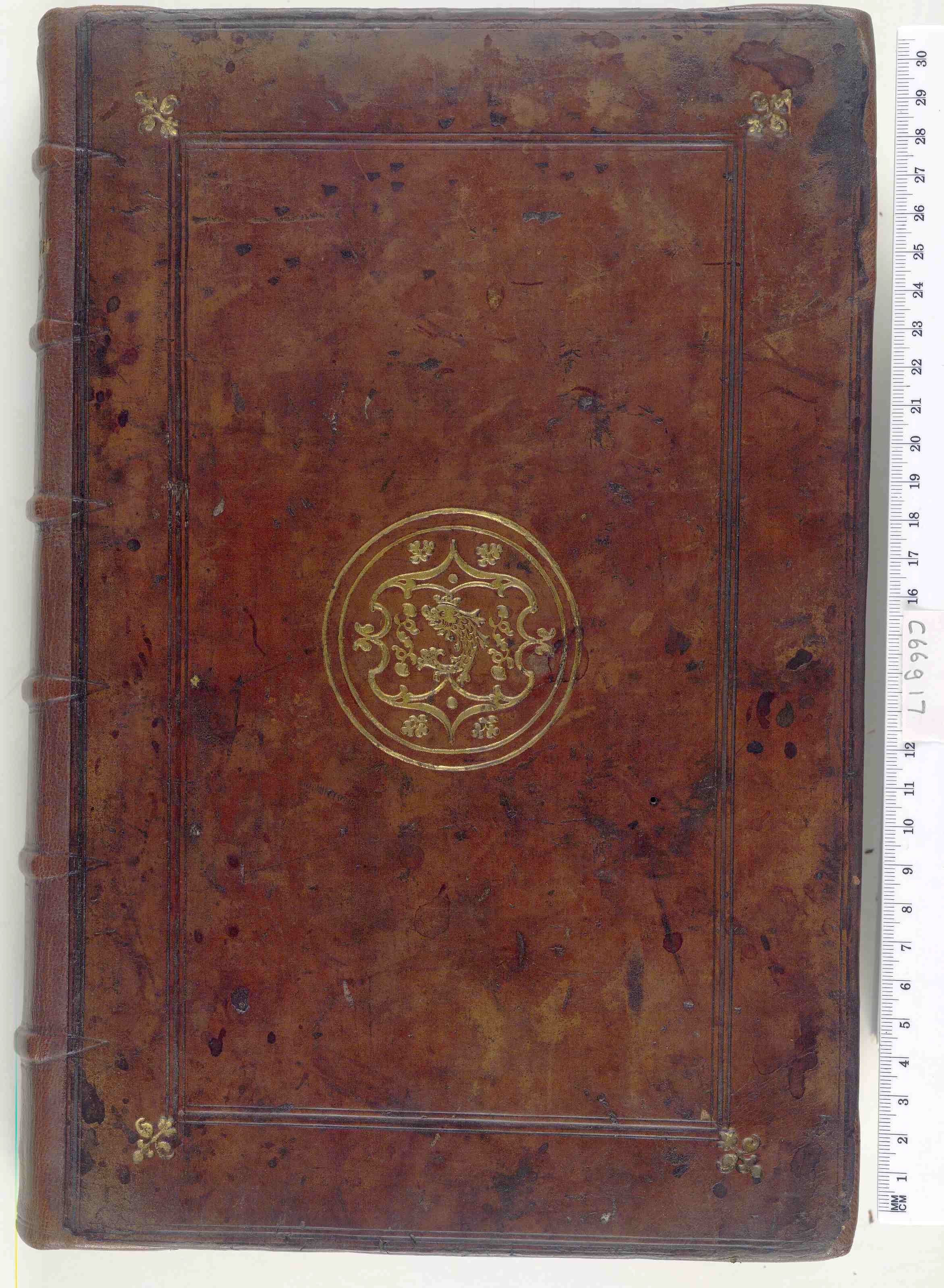
ヘシュキオスの辞典［スイス版、16世紀］

アレクサンドリアのヘシュキオス（古代ギリシア語：Ἡσύχιος ὁ Ἀλεξανδρεύς、Hēsýchios ho Alexandreús、ヘーシュキオス・ホ・アレクサンドレウス）は、おそらく紀元5世紀または6世紀のギリシア人文法学者で、彼の時代にはいまだ使用されていたが、希少で後には意味がよく分からなくなったギリシア語の語彙を非常に広範囲に収集した辞典を編纂した。彼は、先行するこの種の語彙集編纂者たちの成果を利用したものと考えられる。

## 「難語集」
『あらゆる語彙のアルファベット順コレクション』（Συναγωγὴ Πασῶν Λέξεων κατὰ Στοιχεῖον, Synagōgē Pasōn Lexeōn kata Stoicheion)と名付けられた著作には、5万を超える項目があり、珍しい語彙やその形態、成句の浩瀚なリストに加えて、語義の説明があり、またしばしば、このような語彙を使っていた人物や、語彙が使われていた古代ギリシアの地域の情報が含まれる。この故に、この辞典は、古代ギリシア語方言の研究者にとって、また古典著作家一般、わけても、アイスキュロスやテオクリトスといった、珍しい語彙を多数駆使した著作家の原文を復元するにおいて、非常に価値がある。ヘシュキオスは、ギリシア語文献学においてのみならず、古代バルカン半島の失われた言語や実体が不分明な方言（例えば、アルバニック語派やトラキア語）の研究、また印欧語祖語の復元においても重要である。この著作に含まれる多数の語彙は、現存する古代ギリシア語文献のどこにも見当たらない。
多数のエピテタ（エピセット）や成句・熟語の意味をヘシュキオスは説明しており、これによって、古代における宗教的生活や社会的生活について重要な事実が明らかになっている。
序とする言葉において、ヘシュキオスは自分の語彙集（辞典）は、ディオゲニアノス（en）の語彙集を元にしているが、また文法学者サモトラケのアリスタルコス、アピオン（en）、ヘーリオドロス（en）、アメリアス（en）や他の著述家の似たような語彙集も利用した、と述べている。
ヘシュキオスはおそらくキリスト教徒ではなかった。ナジアンゼノスのグレゴリオスや、その他のキリスト教著述家が使った語彙の説明部分（「聖なる難語集」glossae sacrae）は、後代の加筆である。
語彙集（辞典）は、損壊が非常に激しい15世紀の写本が伝存しているが、これはヴェネツィアのサン・マルコ図書館に保存されていた（Marc. Gr.622、15世紀）。辞典は1514年にマルコス・ムスロスによって、ヴェネツィアのアルドゥス・マヌティウスの印刷所において最初の印刷が行われた。この版は、後に1520年と1521年に控えめな改訂を加えて再版された。現代版は、コペンハーゲンのデンマーク王立美術院の後援によって出版された。事業はクルト・ラッテ（en）によって始められ、彼は1953年に第一巻を刊行したが、第二巻は1966年に彼の没後出版として刊行された。この出版事業はピーター・アラン・ハンセン（en）とイアン・C・カニンガム（Ian C. Cunningham）によって完成し、2005年に第三巻、2009年に第四巻が刊行された。